# 마녀의 연애
《마녀의 연애》는 2014년 4월 14일부터 2014년 6월 10일까지 방영된 tvN 월화 드라마이다. 과거 결혼을 약속하고 갑자기 사라진 남자친구 때문에 마음을 열지 못하는 여자가 멋대로 살고 있는 연하남과의 로맨스를 그린 드라마로, 중화민국의 최고 시청률을 기록한 《패견여왕》을 원작으로 한 작품이다.

## 등장 인물

### 주요 인물
- 엄정화 : 반지연 역 - 39세. 탐사보도팀장. 기세 등등 골드미스, 실상은 신경쇠약 직전의 독거청춘
- 박서준 : 윤동하 역 - 25세. 시키면 뭐든지 다 하는 알바의 달인. 하고 싶은 것도, 해야 할 것도 없는 유랑 청춘
- 한재석 : 노시훈 역 - 41세. 종군 사진기자. 청춘보다 방황하는 청춘의 멘토가 어울리는 어른, 남자. 한국의 로버트 카파라고 불림
- 정연주 : 정은채 역 - 23세. 지독한 첫사랑의 열병에 빠진 미스터리한 [트러블메이커] 인턴사원

### 반지연의 주변 인물
- 양희경 : 최정숙 역 - 59세. 지연의 엄마
- 라미란 : 백나래 역 - 39세. 지연의 20년 지기 친구
- 이세창 : 강민구 역 - 43세. 나래의 남편. 동네에 작은 오뎅바를 운영

### 윤동하의 주변 인물
- 윤현민 : 용수철 역 - 25세. 동하의 죽마고우이자 [알바의 달인] 대표

### 노시훈의 주변 인물
- 김사희 : 홍채희 역 - 35세. 시훈의 조수. 시훈의 후배 사진기자

### 정은채의 주변 인물
- 방은희 : 오미연 역 - 48세. 은채의 엄마. 현재 사랑의 집에서 봉사활동 중

### 트러블메이커 식구들
- 주진모 : 권현섭 역 - 56세. 발행인
- 강성진 : 변석기 역 - 42세. 탐사보도 제 2팀장
- 윤준성 : 송영식 역 - 32세. 탐사보도 팀원. 감각보단 성실함이 돋보이는 지연의 유일한 우군
- 신수항 : 남창민 역 - 탐사보도 팀원
- 가원 : 오린지 역 - 25세. 탐사보도 인턴
- 허도영 : 재웅 역 - 반지연의 신입보조

### 특별출연
- 전노민 : 김정도 역 - 국민배우
- 이응경 : 백수정 역 - 제일고등학교 교사
- 김주하 : 백윤지 역 - 백수정의 딸
- 성지루 : 경비 역 - 제일고등학교 경비
- 류담 : 행사 진행자 역
- 나르샤 : 점집 무당 역
- 박성원 : 매니저 - 김정도의 매니저
- 최정화 : 큐레이터 역
- 이재윤 : 반지연의 맞선남 역
- 노수람 : 현지 역
- 이진호
- 진예솔 : 정영채 역 - 동하의 첫사랑. 은채의 언니
- 김율호 : 윤동화의 의대선배 역
- 권영민
- 한연수
- 박영수
- 윤인조
- 무진성 : 진우 역 - 정은채(신디)의 친구
- 이국주 : 오해녀 역
- 김여운 : 오해녀의 남자친구 역
- 조선묵 : 윤세준 역 - 동하의 아버지
- 이무생
- 장대웅
- 강주희

## 시청률
최저 시청률과 최고 시청률은 시청률 조사회사와 지역별로 시청률에 차이가 있을 수 있습니다.
| 2014년      | 2014년      | 2014년     |
| 회차        | 방송일      | AGB 시청률 |
| ----------- | ----------- | ---------- |
| 1회         | 4월 14일    | 1.12%      |
| 2회         | 4월 15일    | 1.271%     |
| 3회         | 4월 28일    | 1.819%     |
| 4회         | 4월 29일    | 1.805%     |
| 5회         | 5월 5일     | 2.041%     |
| 6회         | 5월 6일     | 1.56%      |
| 7회         | 5월 12일    | 1.638%     |
| 8회         | 5월 13일    | 1.762%     |
| 9회         | 5월 19일    | 1.649%     |
| 10회        | 5월 20일    | 1.703%     |
| 11회        | 5월 26일    | 1.5%       |
| 12회        | 5월 27일    | 1.884%     |
| 13회        | 6월 2일     | 1.64%      |
| 14회        | 6월 3일     | 1.407%     |
| 15회        | 6월 9일     | 1.641%     |
| 16회        | 6월 10일    | 1.688%     |
| 평균 시청률 | 평균 시청률 | 1.633%     |

## OST
- Part 1 : 스피카, 《마녀의 일기》
- Part 2 : 정준일, 《미안해》
- Part 3 : 박서준, 《내 맘에 들어와》
- Part 4 : 주희(에이트), 《안녕》[2]